# Адміністративний поділ Катару
Адміністративний поділ Катару складається із восьми муніципалітетів (араб. بلديات — баладіят).

## Історія
Більшість території Катару здавна була малозаселеною, лише на узбережжі поруч з глибокими затоками, які з помірним морем сприяли мореплавству, а за ним і торгівлі, сформувалися кілька поселень. З віками ці поселення стали важливими центрами торгівлі і управлялися місцевим шейхом та тодішніми сюзеренами Катару. Мешканців, живучи вздовж узбережжя, займалася рибальством та видобутком перлів та були малоосвіченими.
У середині ХХ століття англійські колонізатори Катару поставили за мету впорядкувати свої його адміністративно, та щоби упередити міжусобиці арабських шейхів (які виникали час від часу) — тоді вони створили на базі історичних центрів держави кілька адміністративних одиниць і закріпили це в законі № 11 від 1963 року (це була столична територія, північна та південна). Пізніше, після здобуття незалежності Катару від англійців, в 1972 році, Шейх Мохаммед бін Джабер Аль Тані підписав законопроєкт № 19, яким розмежував свої землі на кілька баладіятів.
За часи бурхливого економічного і соціального розвитку (з кінця ХХ-го століття) територоія Катару суттєво видозмінилася. Деякі території перетворилися в густозаселені, заселялися пустельні території, довкола нафтових промислів та нафтогазової інфраструктури постало чимало робітничих поселень. Тому новим очільникам країни довелося вдатися до нової адміністративної реформи і 2004 році вони затвердили нові межі баладіятів із новими адміністраціями та повноваженнями.

## Баладіяти Катару (1974—2004)
| №  | муніципалітет     | центр        | площа, км² | населення (2010), чол. |
| -- | ----------------- | ------------ | ---------- | ---------------------- |
| 1  | Ад-Доха           | Доха         | 234        | 796 947                |
| 2  | Аль-Гуварія       | Аль-Гуварія  | 622        | 4 834                  |
| 3  | Ель-Хаур          | Ель-Хаур     | 1 551      | 193 983                |
| 4  | Ель-Вакра         | Ель-Вакра    | 2 520      | 141 222                |
| 5  | Ер-Раян           | Ер-Раян      | 5 818      | 455 623                |
| 6  | Еш-Шамаль         | Ер-Рувейс    | 902        | 7 975                  |
| 7  | Умм-Салаль        | Умм-Салаль   | 310        | 60 509                 |
| 8  | Ель-Джамалія      | Ель-Джамалія | 2 611      | 13 085                 |
| 9  | Джаріян-аль-Батна | Равдат-Рашид | 3 906      | 6 308                  |
| 10 | Умм-Саїд          | Умм-Саїд     | 155        | 35 150                 |

## Баладіяти Катару (з 2004 року)
| № | муніципалітет | центр      | площа, км² | населення (2010), чол. |
| - | ------------- | ---------- | ---------- | ---------------------- |
| 1 | Ад-Доха       | Доха       | 234        | 796 947                |
| 2 | Ад-Даїян      | Ад-Даїян   | 236        | 43 176                 |
| 3 | Ель-Хаур      | Ель-Хаур   | 1 551      | 193 983                |
| 4 | Ель-Вакра     | Ель-Вакра  | 2 520      | 141 222                |
| 5 | Ер-Раян       | Ер-Раян    | 5 818      | 455 623                |
| 6 | Еш-Шамаль     | Ер-Рувейс  | 902        | 7 975                  |
| 7 | Умм-Салаль    | Умм-Салаль | 310        | 60 509                 |